# TGS 1900 Ober-Ramstadt
Il TGS 1900 Ober-Ramstadt è stata la sezione di hockey su pista della polisportiva tedesca fondata nel 1900 ed avente sede a Ober-Ramstadt nel land dell'Assia.
Nella sua storia ha vinto 1 campionato nazionali.
Attualmente la sezione di hockey su pista è inattiva.

## Palmarès

### Titoli nazionali
1 trofeo
- Campionato tedesco: 1
  - 1983